# لمار اودم
لامار جوزف اودم (به انگلیسی: Lamar Odom) زادهٔ ۶ نوامبر ۱۹۷۹ بسکتبالیست مطرح آمریکایی، در پست‌های فروارد قدرتی و فروارد کوچک برای تیم لس آنجلس کلیپرز بازی می‌کند.
این ملی‌پوش تیم ملی بسکتبال مردان آمریکا دوست پسر کلویی کارداشیان بود و حتی صحبت از ازدواج با وی را نیز پیش کشید.

## سال‌های اولیه
لمار اودم در نیویورک به دنیا آمد. پدر لمار معتاد به هروئین بود و مادرش هنگامی که او تنها ۱۲ سال داشت، پس از مبتلا شدن به سرطان رودهٔ بزرگ، درگذشت. از آن پس مادربزرگ او، میلدرد وظیفهٔ نگهداری از لمار را بر عهده گرفت.

### دوران دبیرستان
لمار اودم در اولین سال دوران دبیرستان خود، در تیم Christ the King Regional High School در شهر نیویورک به بازی بسکتبال پرداخت، بعد به یک آکادمی در تروی، نیویورک انتقال پیدا کرد و پس از آن در St. Thomas Aquinas High School به مدت یک سال بازی کرد. لمار به عنوان بهترین بازیکن از سوی مجلهٔ Parade انتخاب شد و همین‌طور در بهترین تیم دبیرستانی آمریکا جای گرفت. او در این مدت با بازیکنانی همچون التون برند که هم‌اکنون در تیم فبلادلفیا 76ers بازی می‌کند و هم چنین ران آرتست که در حال حاضر در تیم لس آنجلس لیکرز بازی می‌کند، هم بازی بود.

### سالهای بعد از دبیرستان
در سال ۱۹۹۷، لمار اودم وارد دانشگاه نوادا در لاس وگاس شد. او در کلاس‌های تابستانی بسکتبال ثبت نام کرد. بعد از رسوایی آکادمی دانشگاه نوادا، اودم ۵۶۰۰ دلار غرامت دریافت کرد. وی بلافاصله به دانشگاه رود آیلند انتقال پیدا کرد اما مجبور به نیمکت نشینی برای تمامی فصل شد.

## لیگ حرفه‌ایان بی ای

### لس آنجلس کلیپرز(۲۰۰۱–۱۹۹۹)
لمار در سال ۱۹۹۹ به استخدام تیم لس آنجلس کلیپرز درآمد. در اولین فصل حضور خود در لیگ ان بی ای، او به‌طور میانگین توانست ۱۶ امتیاز، ۸ ریباند و ۴ پاس منجر به امتیاز در هر بازی کسب کند.
اودم در نوامبر ۲۰۰۱ برای دومین بار در ۸ ماه به دلیل استفاده از مادهٔ مخدر ماری جوانا محروم شد و به همین دلیل از سوی تیم لس آنجلس کلیپرز به عنوان بازیکن آزاد اعلام شد. تیم میامی هیت لمار را بر عهده گرفت.

### میامی هیت(۲۰۰۴–۲۰۰۳)
لمار اودم به همراه دواِین وِید تیم میامی هیت را به بازی‌های حذفی لیگ رساند. آن فصل یکی از بهترین فصل‌های لمار به حساب می‌آید. تیم میامی هیت لمار، برایان گرنت و کرون باتلر را به تیم لس آنجلس لیکرز واگذار کرد و در عوض شکیل اونیل را به خدمت گرفت.

### لس آنجلس لیکرز(۲۰۰۴ تا ۲۰۱۱)

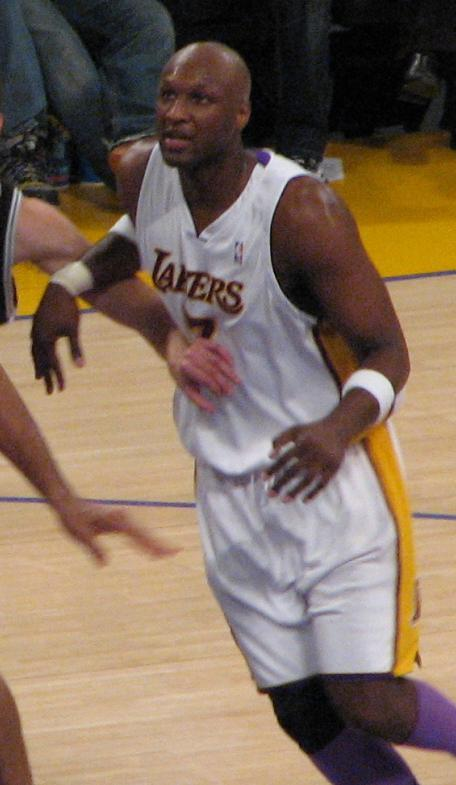

لمار اودم و کوبی برایانت نتوانستند همان‌طور که همه انتظار داشتند در کنار هم بازی کنند. او ادامهٔ فصل ۲۰۰۵–۲۰۰۴ را به دلیل آسیب دیدگی شانه ی چپ از دست داد. تیم لس آنجلس لیکرز حتی به مسابقات حذفی هم نرسید و به همین دلیل فیل جکسن را به عنوان مربی جدید خود انتخاب کرد.
اودم فصل بعد را خوب آغاز نکرد. ناهماهنگی در بازی وی کاملاً به چشم می‌خورد اما لمار به تدریج شروع به پیشرفت کرد و در پایان فصل به عنوان یکی از بهترین بازیکنان لس آنجلس لیکرز به حساب می‌آمد.
در فصل ۰۷–۲۰۰۶، لمار به دلیل آسیب دیدگی‌های پیاپی تنها توانست ۵۶ بار به میدان رود اما به‌طور میانگین توانست ۱۶ امتیاز در هر بازی کسب کند.
بعد از آسیب دیدگی اندرو باینم، تیم لس آنجلس لیکرز، پاو گسول را به خدمت گرفت. لمار در فصل ۰۸–۲۰۰۷ بهتر از فصل‌های قبلی بازی کرد و تیم لس آنجلس لیکرز را به دیدار فینال مسابقات حذفی ان بی ای رساند اما در فینال، لیکرز مغلوب بوستون سلتیکز شد.
اودم در فصل ۰۹–۲۰۰۸، پس از بازگشت اندرو باینم از آسیب دیدگی، به نیمکت ذخیره‌ها منتقل شد ولی اندرو در بازی لیکرز مقابل تیم ممفیس گریزلیز به شدت مصدوم شد و لمار دوباره به ترکیب اصلی بازگشت. تیم لس آنجلس لیکرز به فینال مسابقات حذفی ان بی ای راه یافت و این بار پس از شکست تیم اورلاندو مجیک، قهرمان لیگ ان بی ای شد.
قرارداد لمار با تیم لس آنجلس لیکرز در پایان فصل تمام شد. او از تیم میامی هیت، پیشنهادهایی داشت اما در آخر، باری دیگر با تیم لس آنجلس لیکرز قرار دادی به ارزش ۳۳ میلیون دلار امضا کرد.

## المپیک
اودم در مسابقات المپیک آتن در سال ۲۰۰۴ برای تیم ملی آمریکا به میدان رفت. بازی‌های خوب او در تیم ملی باعث شد او را باری دیگر، این بار برای مسابقات جام جهانی به این تیم دعوت کنند اما لمار، به دلیل مرگ پسرش، نتونست به تیم آمریکا بپیوندد.

## زندگی خصوصی
لمار اودم ۳ فرزند با دوست دختر قبلی خود لیزا مورالز، به نام‌های دستینی، لمار جی آر و جیدن داشت. فرزند سوم او، جیدن که تنها ۶ ماه داشت، از سندرم SIDS یا «مرگ ناگهانی نوزاد» درگذشت.
در ۲۷ سپتامبر سال ۲۰۰۹ لمار اودم و کولی کارداشیان با هم ازدواج کردند.

## لینک‌های خروجی
- وب سایت رسمی لمار اودم
- شرح حال لمار اودم در وب سایت ان بی ای
- صفحهٔ مخصوص لمار اودم در توییتر